# Sygdomsklynge
En sygdomsklynge (engelsk: disease cluster) er når et stort antal sygdomtilfælde sker i en gruppe af mennesker i et bestemt geografisk område i en begrænset periode. En slags sygdomsklynge er en kræftklynge.